# جوآن کراوفورد
جون کراوفورد (به انگلیسی: Joan Crawford) (زادهٔ ۲۳ مارس ۱۹۰۴ مورد مناقشه – درگذشتهٔ ۱۰ مهٔ ۱۹۷۷) هنرپیشهٔ آمریکایی سینما، تئاتر و تلویزیون بود.

## زندگی
جون کراوفورد با نام تولد لوسیل فی لوسیور (به انگلیسی: Lucille Fay LeSueur) در ۲۳ مارس ۱۹۰۴ فهرست شماری منابع ۱۹۰۳، ۱۹۰۵، ۱۹۰۶ یا ۱۹۰۸) در سن آنتونیو، تگزاس زاده شد.
کراوفورد در ابتدا به عنوان رقاص با برخی کمپانی‌های تئاتر همکاری می‌کرد و این پیش از آن بود که کارش را در تئاتر برادوی آغاز کند. او در سال ۱۹۲۵ اولین قراردادش را با مترو گلدوین میر امضاء کرد. در ابتدا کمیت و کیفیت نقش‌هایی که برایش در نظر گرفته می‌شدند ناامیدکننده بود، به همین خاطر نوعی «کمپین تبلیغ برای خود» راه انداخت به شکلی که در اواخر دههٔ ۱۹۲۰ به عنوان یک فلَپر شهرت پیدا کرده بود. کراوفورد در دههٔ ۱۹۳۰ از نظر شهرت با دیگر ستارگان «مترو گلدوین میر» مانند گرتا گاربو و نورما شیرر رقابت می‌کرد. او اغلب نقش زنان جوان و سختکوشی را ایفا می‌کرد که در پایان داستان به موفقیت عشقی و مالی می‌رسیدند. فیلم‌های کراوفورد (با مضمون پیشرفت یک زن جوان از ژنده‌پوشی به ثروت) نزد جامعهٔ آن روز آمریکا که در دوران رکود بزرگ به سر می‌برد و به خصوص بانوان بسیار محبوب شدند. کراوفورد تبدیل به یکی از برجسته‌ترین ستارگان هالیوود و یکی از پردرآمدترین زنان آمریکا شد، اما به مرور فیلم‌های او شروع به خسارت دادن در گیشه کردند به شکلی که در اواخر دههٔ ۱۹۳۰ به عنوان «سَم باکس آفیس» شناخته می‌شدند.
پس از ۲ سال دوری از صحنه، کرافورد در سال ۱۹۴۵ و با فیلم «میلدرد پیرس» بازگشتی موفقیت‌آمیز داشت و برای آن فیلم جایزه اسکار بهترین بازیگر نقش اول زن را دریافت کرد. در دههٔ ۱۹۶۰ به صورت منظم اما کم‌تر در سینما و تلویزیون حضور داشت و سرانجام در سال ۱۹۷۰ با بازی در فیلم "Trog" برای همیشه از بازیگری کناره گرفت. از نظر زیبایی مورد توجه کارگردانان قرار داشت.

### زندگیِ خصوصی
کراوفورد ۴ بار ازدواج کرد. ۳ ازدواج اولش با طلاق و ازدواج آخری با مرگ همسرش خاتمه یافتند.
- داگلاس فیربنکس جونیور (ازدواج ۱۹۲۹–۱۹۳۳ طلاق)
- فرانکوت تون (ازدواج ۱۹۳۵–۱۹۳۹ طلاق)
- فیلیپ تری (ازدواج ۱۹۴۲–۱۹۴۶ طلاق)

در سال ۱۹۵۵ و در پی ازدواج با مدیر عامل پپسی کولا «آلفرد استیل» وارد آن شرکت شد. پس از مرگ همسرش در سال ۱۹۵۹ به‌عنوان جانشین او انتخاب شد اما در سال ۱۹۷۳ و برخلاف میل خودش از آن سمت کناره‌گیری کرد. او ۵ کودک بی‌سرپرست را به فرزندی پذیرفت که بعداً یکی از آن‌ها را به مادر واقعی‌اش بازگرداند. کراوفورد از برقرار کردن یک رابطهٔ مثبت با ۲ فرزند بزرگش کریستینا و کریستوفر ناتوان بود و آن ۲ را از ارث محروم کرد. پس از مرگش، کریستینا کتابی با نام مامی عزیزترینم نوشت که در آن ادعا کرده بود تمام عمر مورد آزار فیزیکی و احساسی جوآن کراوفورد بوده است.

## درگذشت
وی در ۱۰ مه ۱۹۷۷ بر اثر حمله قلبی و سرطان در آپارتمانش در نیویورک سیتی درگذشت.

## جوایز و افتخارات
- ۱۰۰ سال... ۱۰۰ ستاره به انتخاب بفا
- ۱۰۰ سال... ۱۰۰ قهرمان و شرور به انتخاب بفا
- جایزه بهترین بازیگر نقش اول زن هیئت ملی بازبینی فیلم
- جایزه اسکار بهترین بازیگر نقش اول زن میلدرد پیرس (۱۹۴۶)

## فیلم‌شناسی
- دایره (۱۹۲۵)
- بن هور (۱۹۲۵)
- پاریس (۱۹۲۶)
- آکادمی نظامی وست‌پوینت (۱۹۲۷)
- نمایش هالیوود ۱۹۲۹ (۱۹۲۹)
- باران (۱۹۳۲)
- گرند هتل (۱۹۳۲)
- مانکن (۱۹۳۷)
- زنان (۱۹۳۹)
- میلدرد پیرس (۱۹۴۵)
- تسخیرشده (۱۹۴۷)
- ترس ناگهانی (۱۹۵۲)
- جانی گیتار (۱۹۵۴)
- چه بر سر بیبی جین آمد؟ (۱۹۶۲)